# 신인영
신인영(辛仁永, 1929년 12월 6일 ~ 2002년 1월 7일)은 대한민국의 비전향 장기수이다.

## 생애
전라북도 부안군 부안읍의 한 농가에서 태어났다. 시인 신석정과 가까운 친척이라 이웃집에서 살았다. 사회주의 사상을 가지고 있던 외할아버지의 영향으로 어릴 때부터 사회주의 운동에 관심을 품었다.
1943년에 청주상업학교에 입학하여 독서회를 통해 사회주의를 공부하다가, 일본 제국이 태평양 전쟁에서 패한 뒤 미군정 하에서 학생운동에 뛰어들었다. 이로 인해 1946년 청주상업학교에서 퇴학당하고 전주에 있는 전북중학교에 편입했다. 이후로도 국대안 파동, 철도총파업 등에 동참하는 등 적극적인 활동을 하다가 1947년 남조선로동당에 어린 나이에도 불구하고 예외적으로 입당했다.
1947년 서울대학교 상과대학에 입학했고, 이듬해 대한민국 제1공화국 단독 정부가 수립되자 본격적인 학생운동을 위해 서울대를 그만두고 군산상업학교에 편입하여 전북 지역에서 시위를 조직하고 선전 공작에 종사했다. 1949년에 군산상업학교를 졸업한 뒤에는 지리산에서 활동 중인 지리산 유격대로 입산하여 파르티잔이 되었다.
이후 한국 전쟁이 발발하여 인민의용군에 입대해 참전했다가 조선민주주의인민공화국으로 갔다. 북조선에서 김일성종합대학을 졸업하고 결혼도 하는 등 17년간 생활했다. 1967년 남파되어 고향을 방문하고 돌아가던 중 체포되었다. 신인영은 단지 부모를 만나러 왔다고 진술했으나, 수사 기관에서는 대한민국 제6대 대통령 선거 방해 등 간첩 임무를 띠고 온 것으로 밝혀 양측의 주장이 엇갈린다. 재판 끝에 국가보안법 위반으로 무기징역형이 선고되었다.
감옥 생활 중 전향을 권유받았으나 전향하지 않았다. 1997년 골수암 판정을 받은 뒤 그때까지 생존해 있던 90대의 노모가 언론에 등장하여 석방을 호소하는 등 인도적 석방을 요구하는 여론이 일어났다. 결국 수감 31년 만인 1998년에 김대중 대통령의 취임 특사로 풀려났다.
2000년 6·15 남북 공동선언에 따라 조선민주주의인민공화국으로 송환되었다. 송환된 지 1년여 만에 송환된 비전향 장기수 가운데 2002년 1월 7일 세 번째로 사망했다. 향년 74세.

## 예술 작품
다큐멘터리 영화 《송환》에 등장한다. 영화 속에서 신인영은 이지적인 엘리트 사회주의자로 언변도 매우 논리적이나 지나치게 철저한 논리가 거부감을 줄 때도 있다.
다음은 신인영이 송환된 뒤 평양에 살면서 대한민국에 있는 노모에게 쓰는 편지 형식으로 창작한 장시 가운데 일부이다.
그렇습니다

32년 감옥살이까지도

나는 사랑합니다

그어느 보통날의 생활보다도

더 사랑하고 자랑합니다

절해고도

야수의 무리 속에서

떳떳이 굴함없이

김일성주의자의 신념

참인간의 모습

지켜낸 나날이었기에

몸은 비록

15척 담장 속에 묻혔어도

마음은 언제나

수령님과 장군님 앞에 세우고

매일 매 순간

당생활을 총화지으며

살아온 세월이었기에

사랑합니다!

자랑합니다!

## 같이 보기
- 송환

## 참고자료
- 김선명 외 6인 (2000년 8월 1일). 〈신인영 - 시인이 되고 싶었던 혁명가〉. 《0.75평 지상에서 가장 작은 내방 하나》. 서울: 창. ISBN 8974530740.